# Chamberí
Chamberí és el nom d'un districte pertanyent a la ciutat de Madrid i organitzat administrativament en sis barris (Gaztambide (71), Arapiles (72), Trafalgar (73), Almagro (74), Vallehermoso (75) i Ríos Rosas (76). Té una superfície de 4,69 km² i té una població propera als 145.595 habitants. Està delimitat pels carrers:
- Per l'Oest: carrers de Princesa, Meléndez Valdés, Arcipreste de Hita e Isaac Peral, plaça de l'illa d'Alborán i passeig de Juan XXIII.
- Pel Sud: carrers d'Alberto Aguilera, Carranza i Sagasta, plaça Alonso Martínez, carrer de Génova i plaça de Colón.
- Per l'est: passeig de la Castellana.
- Pel Nord: avingudes de la Moncloa i de la Reina Victoria, glorieta de Cuatro Caminos i carrer de Raimundo Fernández Villaverde.

## Història

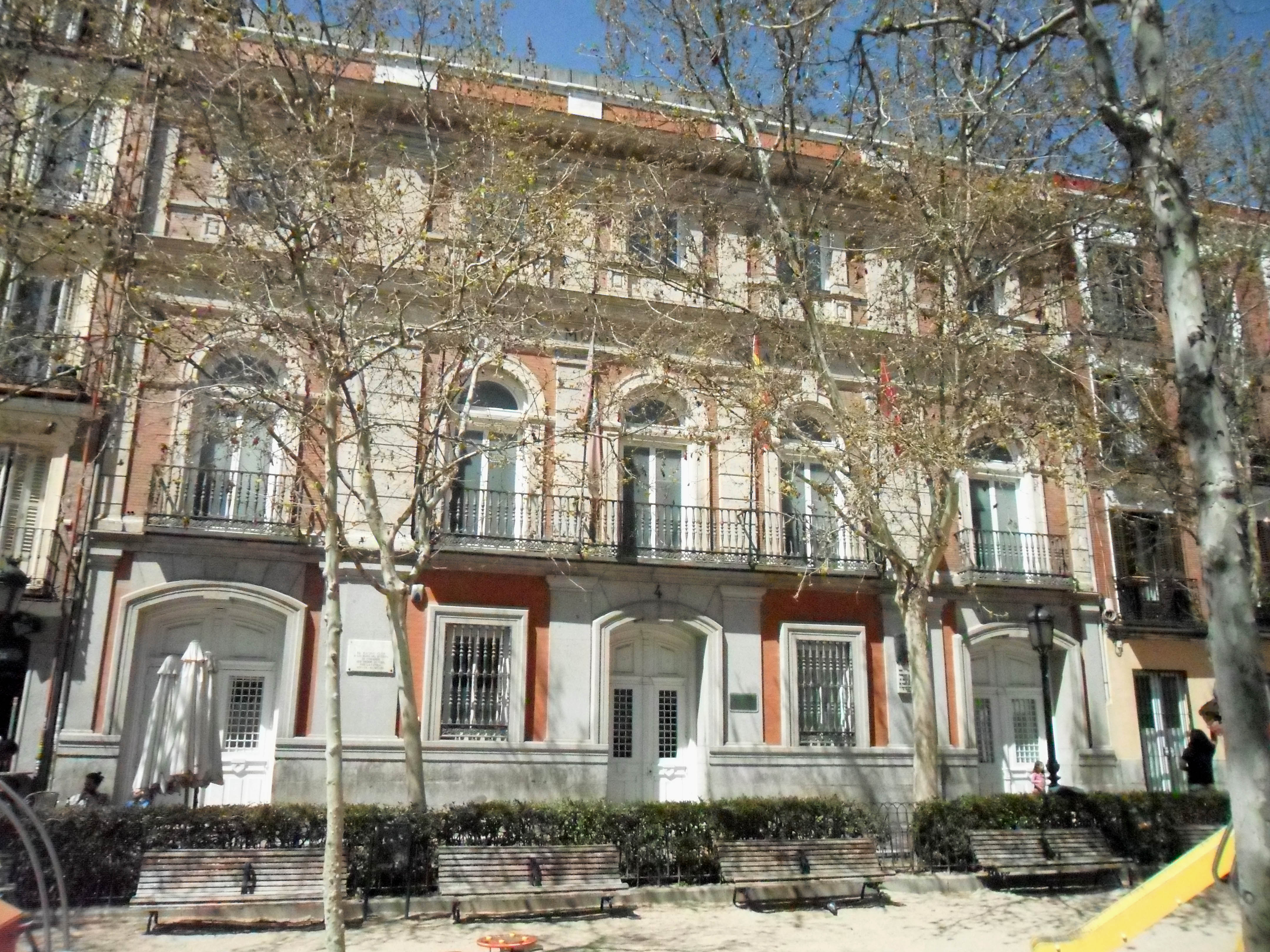
Junta Municipal del districte de Chamberí.

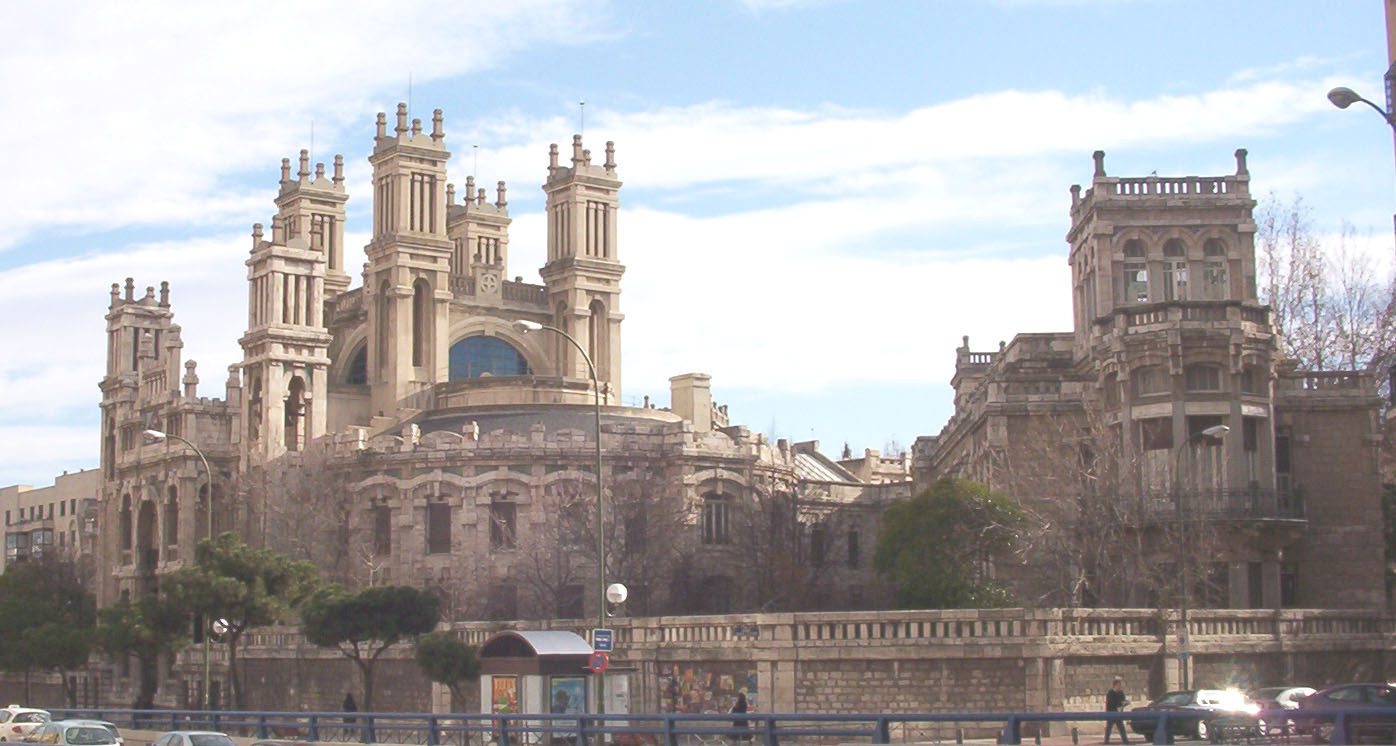
Hospital de Maudes

Durant l'edat mitjana, les terres que ocupen avui dia el districte de Chamberí van pertànyer a l'Orde del Temple fins a la seva dissolució a principis del segle xiv. Posteriorment passarien a formar part del Consell de Fuencarral. En aquesta època, aquests terrenys estaven coberts de boscos i eren utilitzats per membres de la Cort per realitzar caceres.
Aquesta situació va perdurar fins al regnat de Carles I, moment en el qual es comencen a talar els boscos convertint-los en deveses i posteriorment en terres de secà i erms, a excepció d'algunes hortes properes a rierols, com els de San Bernardino, la Castellana, Cantarranas i Maudes. Les hortes de Santa Engracia, Eloina i l'horta d'Espanya s'explotaran fins a principis del segle xx.
En el segle xvii, el 80% de la terra es reparteix entre l'Església, els nobles, la monarquia. La resta pertany a camperols acomodats i gran nombre de petits propietaris. Els principals cultius són el cereal i la vinya.
Cap a finals del segle xviii i principis del segle xix el sector agrícola perd importància i comencen a aparèixer les primeres indústries, entre les quals destaca la dedicada a la fabricació de maons i teules. És en aquest moment quan comencen a construir-se les primeres cases per allotjar als treballadors i es tracen passejos i arbrats. Entre els passejos que es construeixen destaca el camí d'Hortaleza, actual carrer de Luchana, el del Cisne, actual carrer d'Eduardo Dato i el Passeig Nuevo de las Delicias de la Princesa (batejat així en honor de la princesa Isabel, futura Isabel II), actual Passeig de la Castellana. L'ambient d'esplai al voltant d'aquests passejos, propicia l'aparició de quintas d'esbarjo com la del Marquès de Santiago a l'actual Plaça de Chamberí.
Es diu que durant l'ocupació de les tropes franceses de Napoleó a Espanya, es va formar un campament militar (caserna) en el que actualment seria la plaça Chamberí que ells van anomenar «Chambéry», i que d'aquí va venir a prendre el nom el barri. Les històries expliquen que els mateixos Daoiz i Velarde juntament amb una petita milícia formada per madrilenys del barri i voltants es van enfrontar als soldats d'aquesta «caserna» pujant des de Malasaña i Tribunal per l'actual carrer Luchana durant els successos del dia 2 de Maig.
Després de la desamortització dels béns eclesiàstics amb Mendizábal, la major part del terreny passa a les mans de l'Estat i de particulars, i el seu traçat entra en els diversos plans d'eixample de Madrid durant els segles XIX i XX. Com es tracta d'una àrea parcialment ocupada, el traçat dels seus carrers no és tan regular com al Barri de Salamanca. A més, a causa de l'existència d'indústries i cementiris, la seva composició social és molt variada.

## Arquitectura i urbanisme
L'interès arquitectònic d'aquest districte radica en les extraordinària abundància d'edificis modernistes, neogòtics i neomudéjars que es conserven, no solament cases de veïns (sobretot als barris d'Almagro i Trafalgar), sinó d'institucions (els Asils de San Diego i d'Almagro, els col·legis de Sant Rafael i de l'Avenir, el Patronat de Malalts, etc.), esglésies (Los Angeles, Salesas Reales, Santuari del Perpetu Socors) i infraestructures (Parc de Bombers, instal·lacions del Canal d'Isabel II, etc.). També alberga dues joies del racionalisme: l'Estació de Servei de Vallehermoso i la Casa de las Flores.

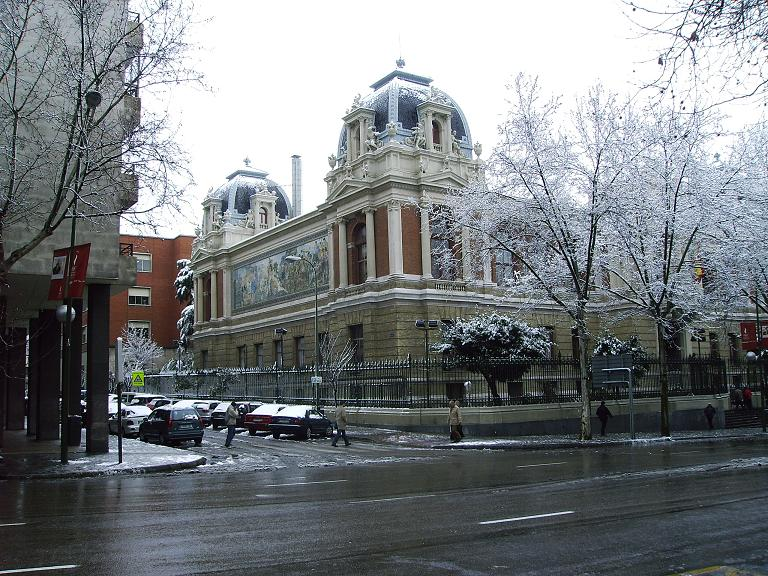
Escola Superior d'Enginyers de Mines.

### Edificis declarats Monument Nacional[3]
- Asil de les Germanetes dels Pobres, carrer Almagro 1.
- Asil de San Diego, carrer d'Eduardo Dato 4.
- Casa de las Flores, carrer d'Hilarión Eslava/carrer de Meléndez Valdés.
- Col·legi de la Divina Pastora, carrer de Santa Engracia 140-142.
- Col·legi de La Salle San Rafael, carrer de Guzmán el Bueno 32 semiesquina Fernando el Católico 49.
- Convent de las Salesas Reales (Primer Monestir de la Visitación de Nuestra Señora, MM. Salesas), carrer de Santa Engracia 18-20.
- Col·legi El Porvenir, carrer Bravo Murillo, 85.
- Convent de los Padres Paules, carrer de García Paredes 45.
- Convent de les Siervas de María, plaça de Chamberí 8.

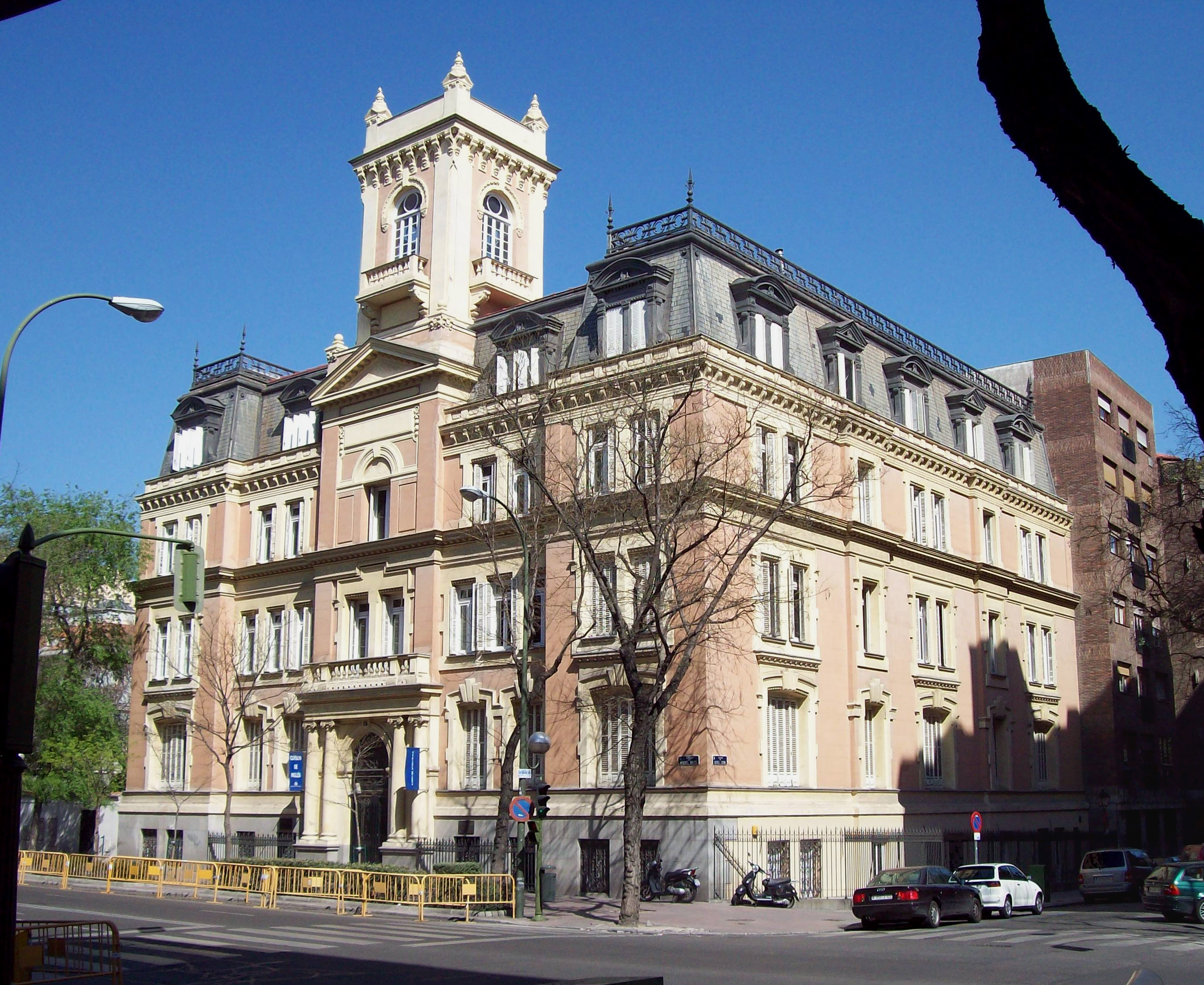
Institut Internacional.

- Dipòsit i Fonts d'Aigües del Canal d'Isabel II, carrer de Bravo Murillo/carrer de Cea Bermúdez i carrer de Santa Engracia/carrer de José Abascal.
- Escola de Sordmuts, passeig del General Martínez Campos.
- Escola Superior d'Enginyers de Mines, carrer de Ríos Rosas 21
- Estació de Gasolina, carrer d'Alberto Aguilera/carrer de Vallehermoso.
- Frontó Beti Jai, carrer del Marqués del Riscal 7.
- Hospital de Maudes (antic Hospital de Jornaleros, avui seu de la Conselleria d'Ordenació Territorial de la Comunitat de Madrid), carrer de Maudes.
- Institut Homeopàtic i Hospital de San José, carrer d'Eloy Gonzalo 3.
- Església de Nuestra Señora de los Ángeles, carrer de Bravo Murillo 93.
- Església de San Fermín de los Navarros, passeig Eduardo Dato.
- Institut Geogràfic Nacional (antic Institut Geogràfic i Cadastral), passeig del General Ibáñez Ibero.
- Instituto Internacional, carrer de Miguel Ángel, 8. Edifici projectat en 1906 per Joaquín Saldaña López, i construït entre 1906 i 1911.
- Institut Geològic i Miner d'Espanya, calle de Ríos Rosas 23.
- Institut «Valencia de Don Juan», calle de Fortuny 43.
- Museu Sorolla, paseo del General Martínez Campos.
- Palacio de Villamejor, passeig de la Castellana 3.
- Parc de bombers i dependències municipals, carrer de Santa Engracia 116.
- Residencia de Señoritas (Edifici Arniches), carrer de Fortuny 56.

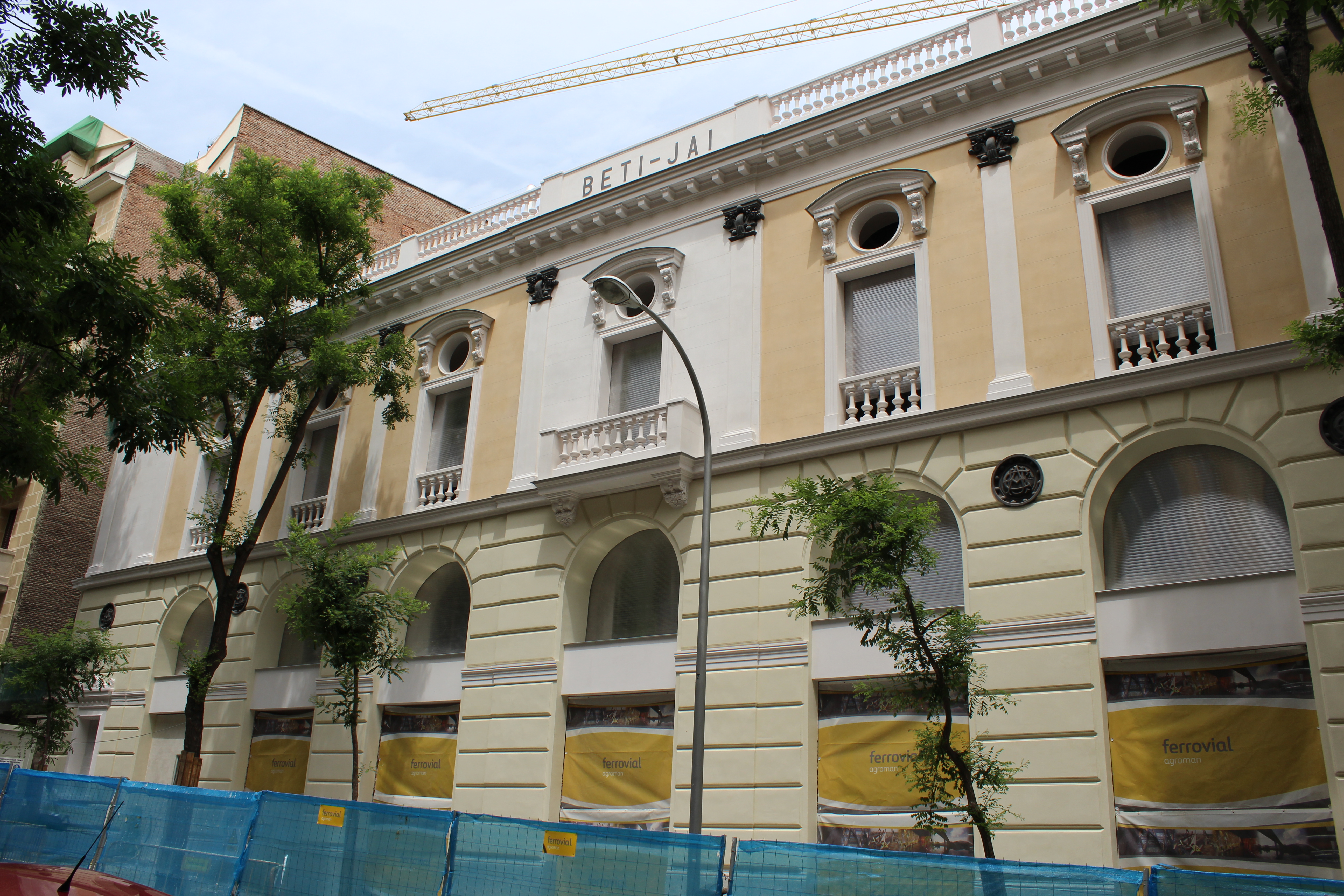
Frontó Beti Jai (1894)
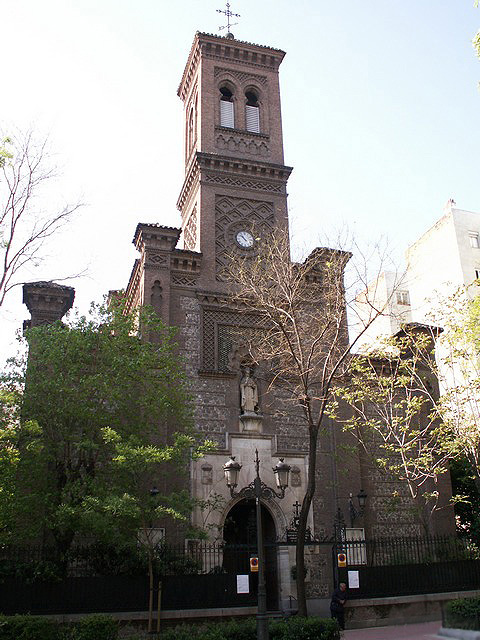
Església de San Fermín de los Navarros.
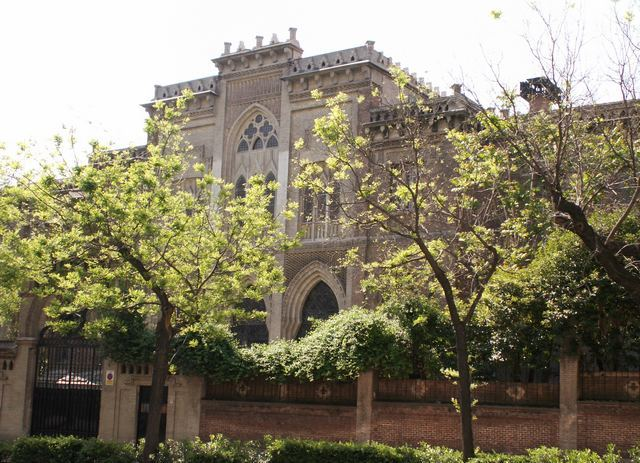
Asil de San Diego.
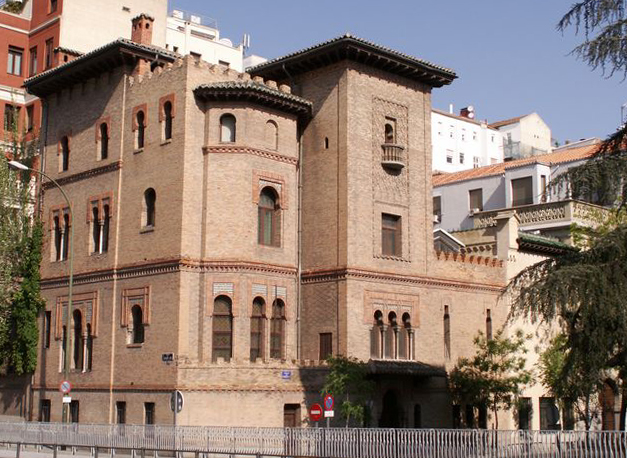
Institut de Valencia de Don Juan.
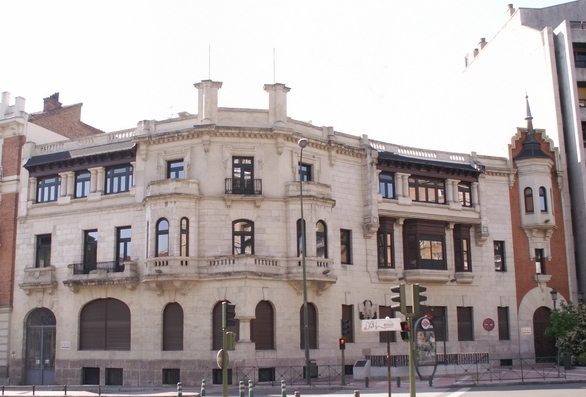
Palauet de Miguel Maura i seu de la Creu Roja Espanyola a la plaça de Rubén Darío.
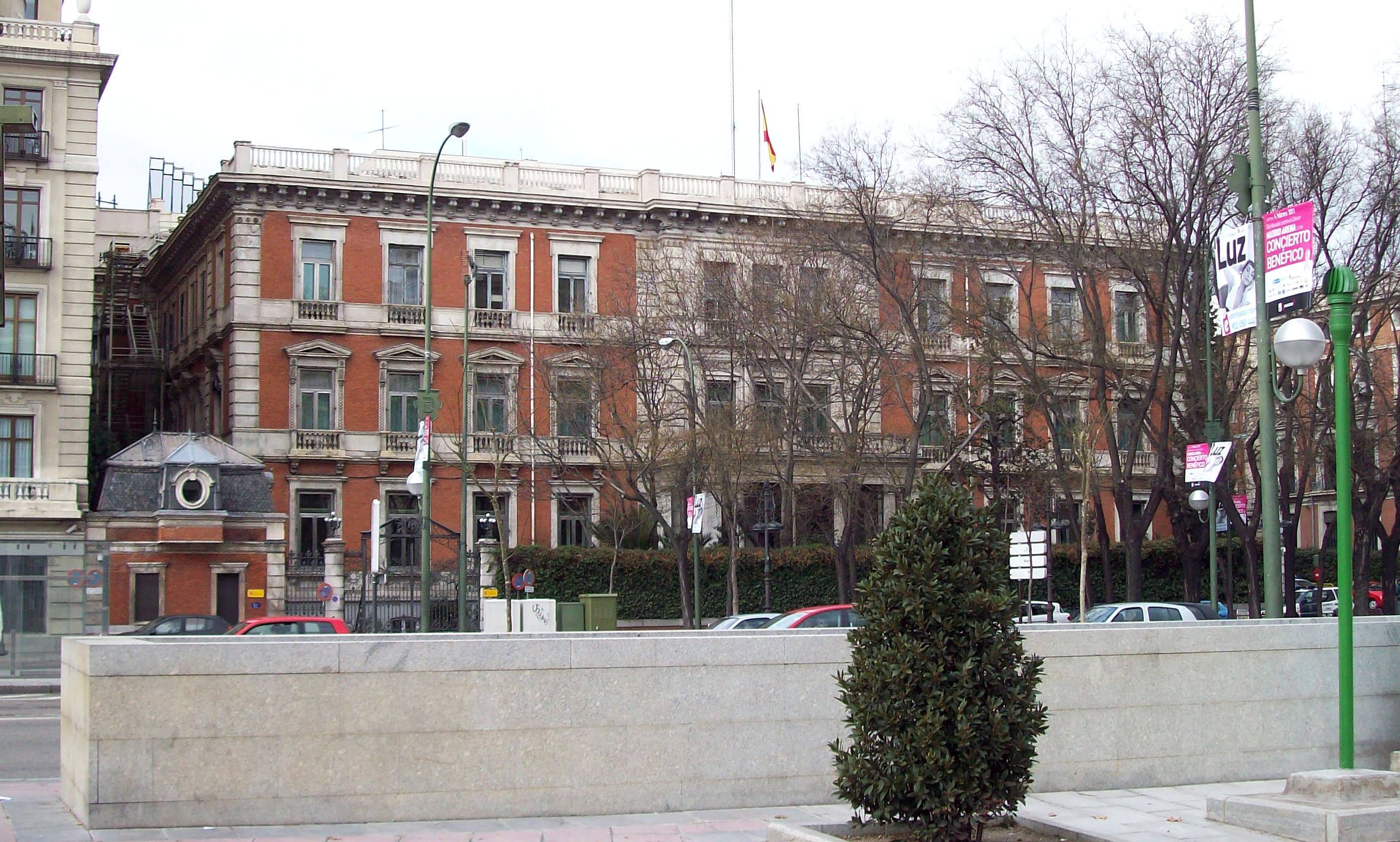
Palau de Villamejor.

### Altres edificis d'interès

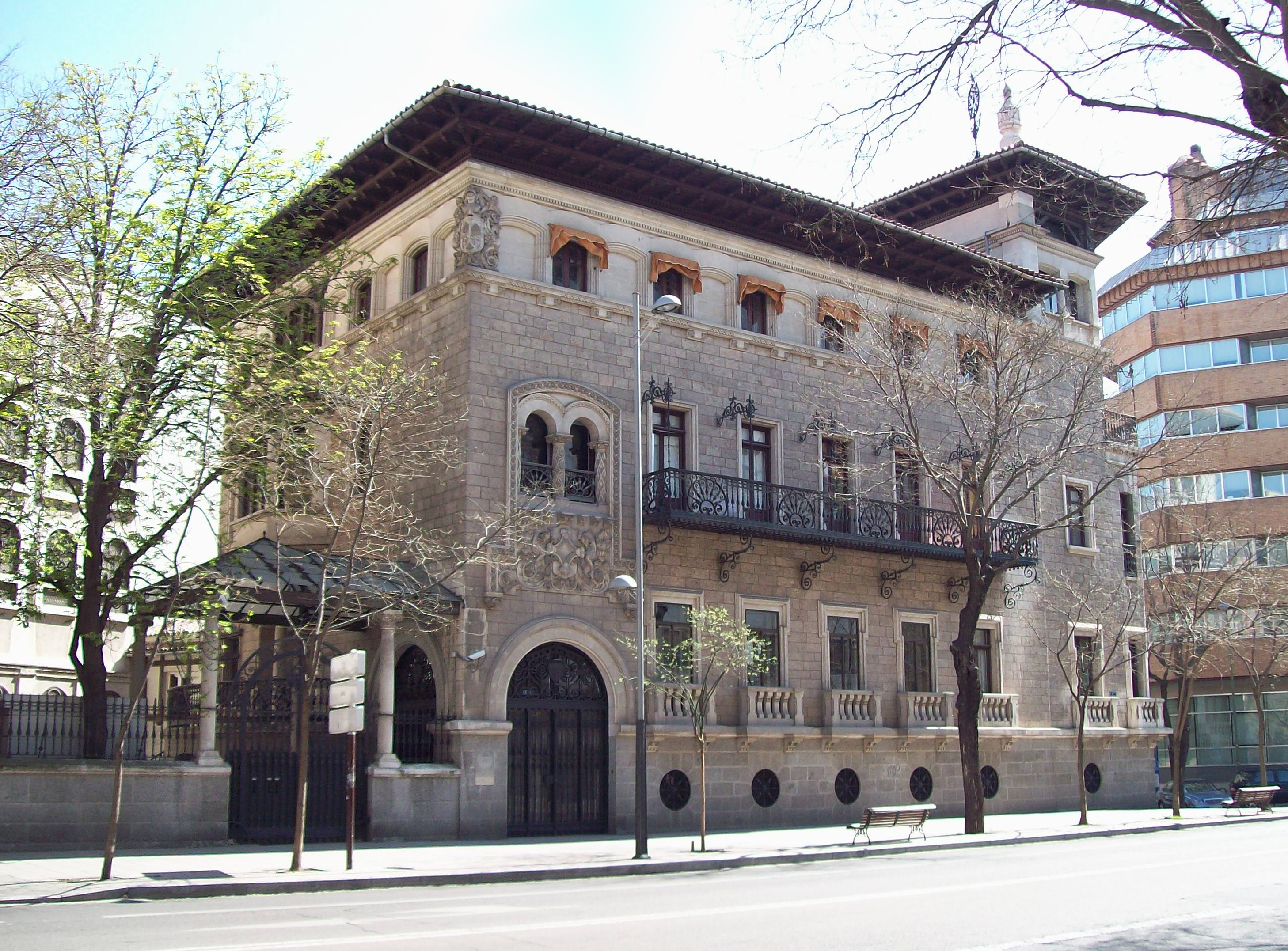
Casa Garay.

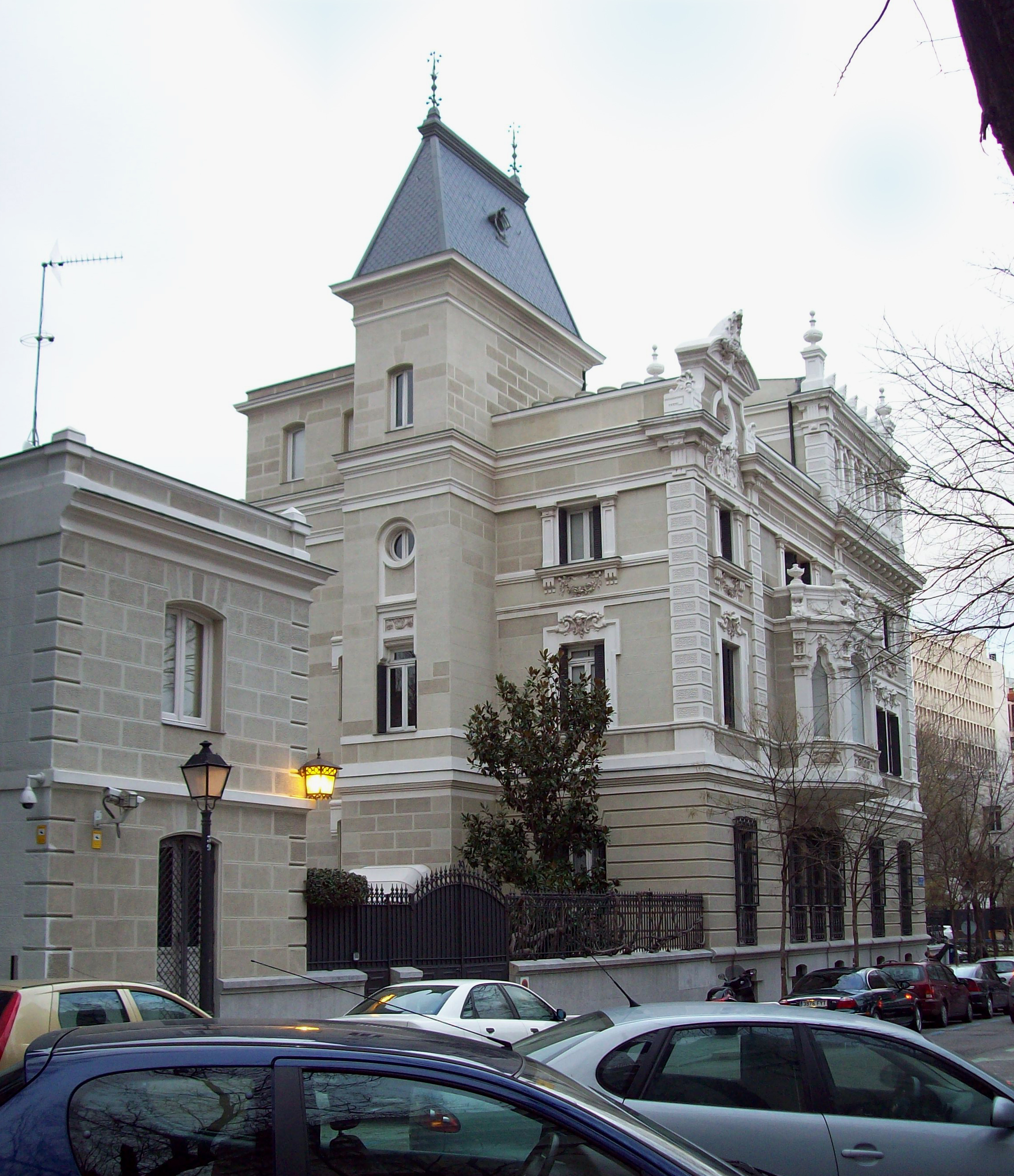
Palauet d'Eduardo Adcoch.

- Casa Garay (actual seu del Col·legi Oficial d'Enginyers de Camins, Canals i Ports), carrer d'Almagro, 42. Edifici neoromànic projectat en 1914 per Manuel María Smith e Ibarra i construït entre 1914 i 1917.
- Centre Cultural Galileo (antic tanatori), carrer de Galileo/carrer de Fernando el Católico.
- Cine Proyecciones, carrer de Fuencarral 136.
- Complejo Galaxia, illa limitada pels carrers de Fernando el Católico, Arcipreste de Hita, Fernández de los Ríos i Hilarión Eslava.
- Estadi Vallehermoso, avinguda de Filipinas 9.
- Església de San Juan de la Cruz, plaça de San Juan de la Cruz, davant del Ministeri de Medi Ambient.
- Església de Santa Rita i residència estudiantil dels PP. Agustins Recol·lectes, carrer de Gaztambide/carrer de Cea Bermúdez.
- Institut d'Estudis de l'Administració Local (palau de la Condesa de Adanero), carrer de Santa Engracia 7/carrer de Manuel González Longoria 9.
- Nuevos Ministerios, illa limitada pels carrers d'Agustín de Betancourt, Ríos Rosas i Raimundo Fernández Villaverde i pel passeig de la Castellana.
- Oficines de l'IMEFE, carrer d'Alberto Aguilera 20/carrer de Vallehermoso.
- Palauet d'Eduardo Adcoch (seu de la Fundació Rafael del Pino des de 2001), carrer de Rafael Calvo, 35. Projectat en 1905 per l'arquitecte José López Sallaberry i construït de 1905 a 1906.
- Palau del Defensor del Poble, carrer d'Eduardo Dato.
- Patronato de Enfermos, carrer de Santa Engracia, 11.
- Santuari del Perpetuo Socorro, carrer de Manuel Silvela, 14.
- Teatre de l'Abadía, carrer de Fernández de los Ríos/calle de Vallehermoso.
- Teatres del Canal, carrer de Cea Bermúdez/calle de Bravo Murillo.
- Tercer Monestir de la Visitación (MM. Salesas), paseo de San Francisco de Sales 44.
- Torres Colón, carrer de Génova/plaza de Colón.
- Tribunal Constitucional d'Espanya, carrer de Domenico Scarlatti cantonada carrer d'Isaac Peral.

### Escultura urbana
- Monument a Loreto Prado (Marià Benlliure, 1944), a la plaça de Chamberí.
- Monument a Quevedo (Agustí Querol i Subirats, 1902), glorieta de Quevedo.
- Monument a Rizal (rèplica de l'existent a Manila, 1999), avinguda de Filipinas/carrer de Santander.
- Museu d'Escultura a l'Aire Lliure, passeigs d'Eduardo Dato/Castellana.
- Placa a Mateo Inurria (Pedro de Torre Isunza, 1933), glorieta de Quevedo 5.

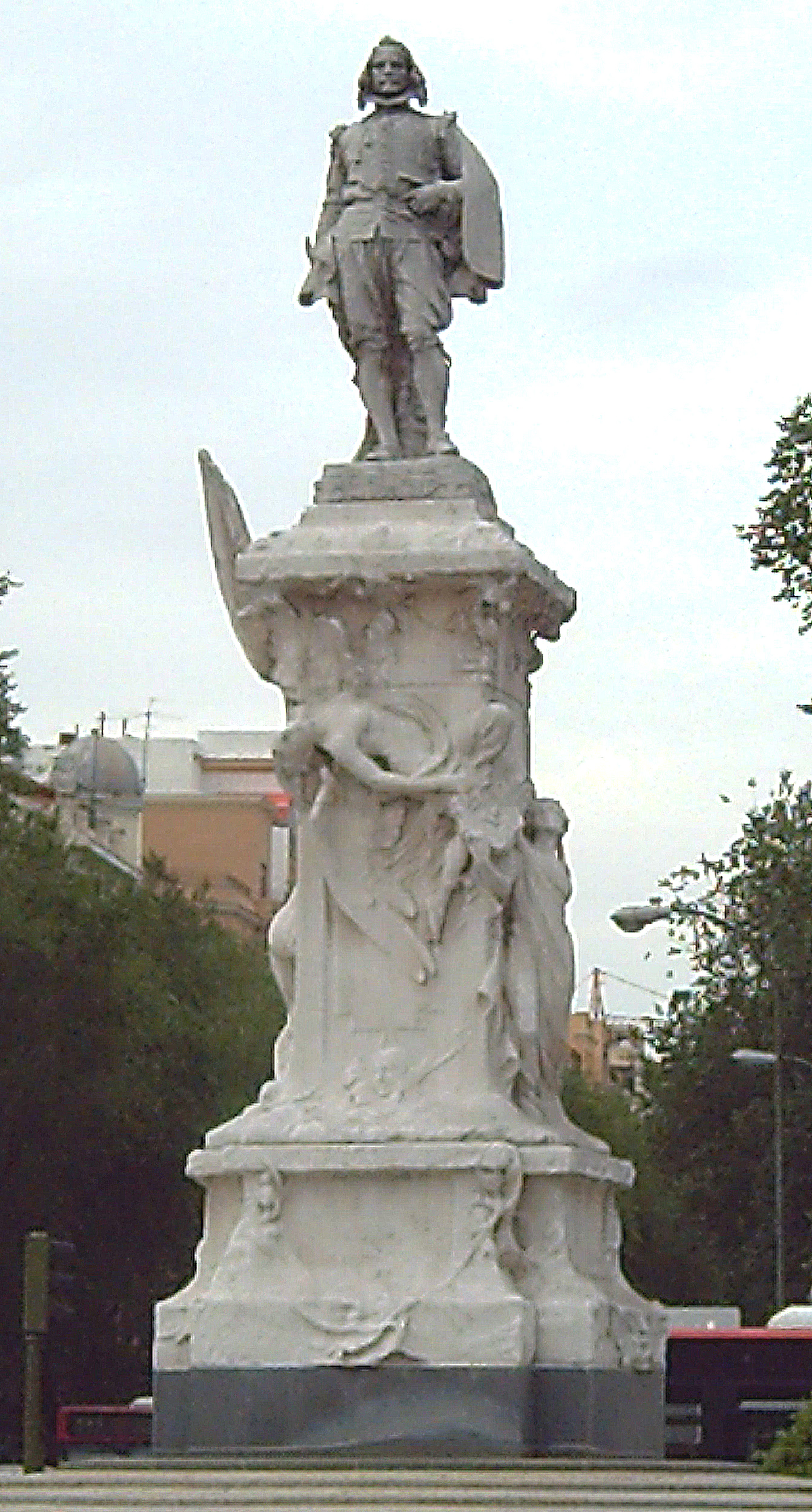
Monument a Quevedo.
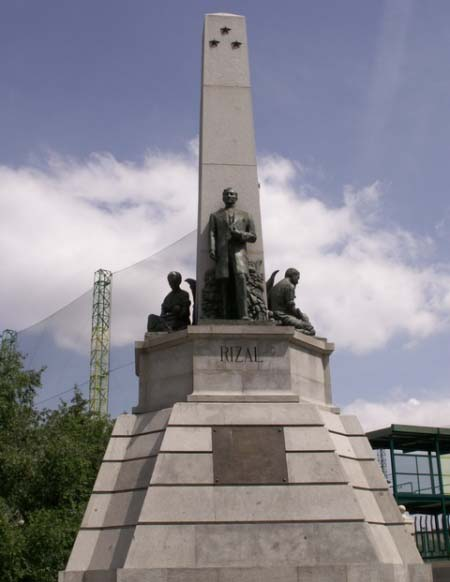
Monument a Rizal.
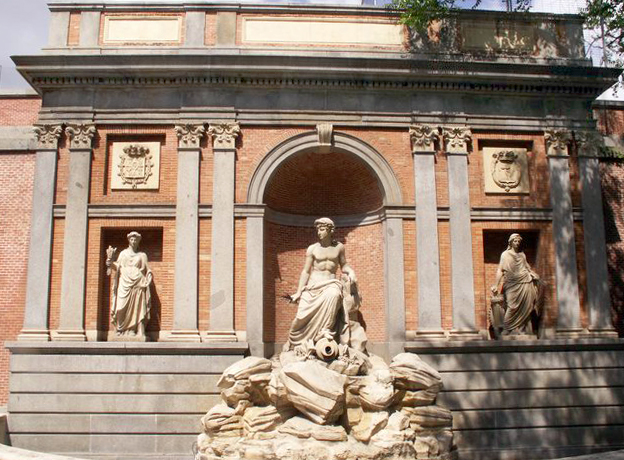
Conjunt escultòric del primer dipòsit del Canal d'Isabel II.
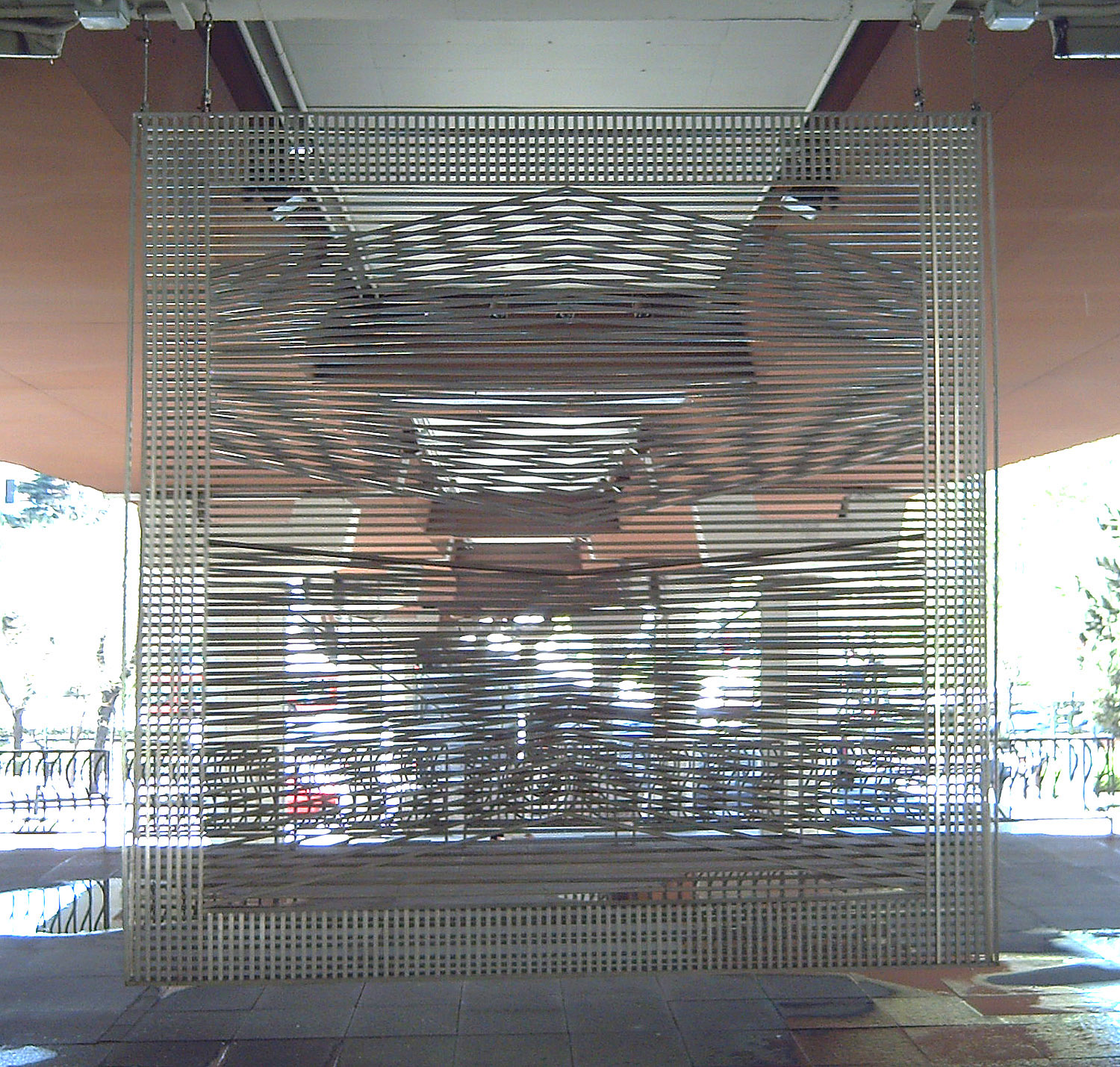
Móvil d'Eusebio Sempere, al Museu d'Escultura a l'Aire Lliure.

## Transports

La primera línia de metro de Madrid, que travessa el districte de Nord a Sud, en el seu traçat original.

El tràfic urbà en aquest districte és dens, especialment en els dos eixos est-oest (Cea Bermúdez-José Abascal i Rius Roses-Av. Filipines-*Cea Bermúdez) que comuniquen la A-6 (Madrid-La Corunya) i l'Autovia del Nord-est (Madrid-La Jonquera).
Els eixos nord-sud (Santa Engracia i Bravo Murillo-Fuencarral-San Bernardo) no obstant això no tenen un tràfic tan dens en ser absorbit el tràfic nord-sud pel Passeig de la Castellana, via comuna a aquest districte i els districtes de Salamanca i Chamartín.
Els problemes d'aparcament derivats de la gairebé inexistència d'aparcaments públics i l'escassetat de garatges privats ha estat esmenada, en part, per la inclusió de tot el districte a l'àrea d'aplicació del Sistema d'Estacionament Regulat (SER) i la construcció de diversos aparcaments per a residents (San Juan de la Cruz, Ríos Roses, Filipines, Cea Bermúdez, San Francisco de Sales, Meléndez Valdes, Conde de Valle-Suchil...).

### Rodalies Madrid
Una estació, Nuevos Ministerios, es troba en l'extrem nord-est del districte, i s'hi poden prendre trens de les línies C-1, C-2, C-3, C-4, C-7, C-8 i C-10.

### Metro de Madrid
La seva situació estratègica en el centre-nord de la ciutat fan que Chamberí sigui un districte molt ben comunicat amb la resta de la ciutat des d'antic, especialment per Metro.
La línia 1 és, des de 1919, una de les línies que vertebren el transport d'aquest districte en discórrer sota la carrers de Santa Engracia i Luchana. Té quatre estacions que presten servei al districte: Cuatro Caminos, Ríos Rosas, Iglesia i Bilbao. L'estació de Chamberí es troba sense servei des de 1966, i actualment és la seu del Museu del Metro de Madrid "Andana 0".
La línia 2, des de 1925, vertebra també el districte en discórrer sota els carrers de Bravo Murillo i San Bernardo amb quatre estacions, Cuatro Caminos, Canal, Quevedo i San Bernardo.
La línia 4 presta servei a la part sud amb les estacions d'Argüelles, San Bernardo, Bilbao, Alonso Martínez i Colón.
La línia 5 té dues estacions dins del districte en l'anomenat Triángulo de Oro, Rubén Darío i Alonso Martínez.
La línia 6 dona servei a la part nord en discórrer sota l'Avinguda de Reina Victoria i el carrer Raimundo Fernández de Villaverde. Té quatre estacions que presten servei al districte: Nuevos Ministerios, Cuatro Caminos, Guzmán el Bueno i Metropolitano
La línia 7 creua des de 1998 el districte d'oest a est i hi té cinc estacions: Guzmán el Bueno, Islas Filipinas, Canal, Alonso Cano i Gregorio Marañón.
La línia 8 dona servei a l'extrem nord-est del districte amb una sola estació sota el Passeig de la Castellana: Nuevos Ministerios.
La línia 10 (abans línia 8) dona servei a la part est del districte amb tres estacions: Alonso Martínez, Gregorio Marañón i Nuevos Ministerios.